# Teura'itera'i Tupaia
Teura'itera'i Tupaia (6 de febrero de 2000) es un deportista de Francia que compite en atletismo. Ganó una medalla de bronce en el Campeonato Europeo de Atletismo Sub-23 de 2021, en la prueba de lanzamiento de jabalina.